# Veronica aucheri
Veronica aucheri är en grobladsväxtart som beskrevs av Pierre Edmond Boissier. Veronica aucheri ingår i släktet veronikor, och familjen grobladsväxter. Inga underarter finns listade i Catalogue of Life.